# The Curse of Monkey Island
The Curse of Monkey Island (с англ. — «Проклятие острова Обезьян») — приключенческая компьютерная игра от LucasArts, третья игра из серии Monkey Island. В отсутствие Рона Гилберта, покинувшего компанию к тому времени, геймдизайнерами этой части игры выступили Ларри Эхерн (Larry Ahern) и Джонатан Эккли (Jonathan Ackley). В отличие от предыдущих игр серии, где команды необходимо выбирать из списка, в третьей части реализован интерфейс, аналогичный тому, что использовался в игре Full Throttle. Как и в Monkey Island 2: LeChuck's Revenge, в игре присутствуют два режима сложности — для опытных игроков и для тех, кто плохо знаком с жанром. Эта игра является последним квестом LucasArts, созданным на игровом движке SCUMM. Следующая игра, Grim Fandango, использовала уже трёхмерный движок GrimE.

## Сюжет
После странного окончания предыдущей игры Гайбраш Трипвуд обнаруживает себя на одной из машин парка аттракционов, плывущей по Карибскому морю. Как опытный капитан, Гайбраш ведёт бортовой журнал:

«Уже несколько дней меня носит по морю. У меня ни команды, ни навигационных приборов, ни провизии, не считая недоеденного корн-дога, и если я вскоре не найду воды, мне точно конец. Только надежда отыскать мою любовь, Элейн, поддерживает меня. Поиски легендарного сокровища Большого Шума довели меня до столь жалкого состояния. Я думал, они принесут мне известность и славу. Но вместо этого я попал в лапы своего врага, пирата-зомби ЛеЧака. Я расстроил его коварный план жениться на Элейн, и он жаждал мщения. Очень, очень хочется пить. Хоть один глоток пресной воды, и мне хватило бы сил продолжить плавание. Но я-то знаю, что на многие мили вокруг здесь ничего, кроме океана…»
Незаметно для себя он подплывает к острову Навара (Plunder Island), губернатором которого является не кто иной, как любовь его жизни — Элейн Марли. В это самое время остров находится в осаде смертельного врага Гайбраша — пирата-зомби ЛеЧака, который по-прежнему претендует на руку и сердце Элейн. Заметив Гайбраша, ЛеЧак приказывает поднять его на борт и бросить в трюм, чтобы разобраться с ним после битвы. В трюме Гайбраш оказывается под присмотром, а точнее под прицелом довольно мелкого пирата с накладной бородой по кличке Кровавый Нос. Однако, поговорив с пиратом, Гайбраш узнаёт в нём мирного картографа Уолли, с которым они встречались в предыдущей игре Monkey Island 2: LeChuck's Revenge. Уолли тоже узнаёт «мистера Браша», но он теперь «злобный пират». Используя своё «дьявольское искусство спора», Гайбрашу удаётся разубедить в этом маленького картографа. Получив доступ к бортовой пушке, Трипвуд расстреливает лодки пиратов-скелетов, посланных ЛеЧаком на приступ форта. Желая переломить ход сражения, ЛеЧак берёт в руки своё новейшее секретное оружие — пылающее пушечное ядро Вуду. В этот момент в трюме раздаётся очередной пушечный выстрел, и мощный откат пушки Гайбраша заставляет ЛеЧака уронить ядро себе под ноги. Так находит свою погибель злобный пират-зомби ЛеЧак.
Корабль тонет, но Гайбрашу удаётся выбраться из перевернувшегося судна, прихватив из сокровищницы ЛеЧака огромный бриллиант. На берегу Гайбраш встречается с Элейн. Он просит её руки и надевает ей на палец бриллиантовое кольцо, не подозревая, что оно проклято. Элейн превращается в золотую статую. В поисках решения возникшей проблемы Гайбраш встречает свою давнюю знакомую — Вуду-Леди. От неё он узнаёт, что, чтобы снять чары со своей любимой, ему предстоит найти такое же, но непроклятое кольцо. Вот только есть одна загвоздка: кто же оставляет без присмотра золотую статую на острове пиратов?
В своём приключении Гайбраш побывает на острове Крови (Blood Island), острове Черепа (Skull Island) и наконец в логове самого ЛеЧака, который собирает армию нежити для захвата мира. Также он встретит множество интересных персонажей, как новых, так и уже встречавшихся в предыдущих играх серии.

## Аллюзии к другим играм LucasArts
Разработчики игры не отошли от традиции вставлять в игру отсылки к другим приключенческим играм компании. Заглянув в дыру в склепе на острове Крови, Гайбраш выглядывает из пня в лесу острова Мêлéй первой части игры — The Secret of Monkey Island, в театре на острове Навара он может спроецировать на сцену изображение Макса — персонажа Sam & Max Hit the Road, а за одним из столиков в харчевне «Куриная Лавка Белой Бороды» ему встретится убитый пират, рекламирующий Grim Fandango — аллюзия на первую часть Monkey Island (где можно встретить похожего пирата, но живого).

## Оценки
| Сводный рейтинг       | Сводный рейтинг |
| Агрегатор             | Оценка          |
| --------------------- | --------------- |
| GameRankings          | 89,00 %         |
| Metacritic            | 89/100          |
| Иноязычные издания    |                 |
| Издание               | Оценка          |
| AllGame               | [ 4 ]           |
| CGW                   | [ 5 ]           |
| Edge                  | 8/10            |
| PC Gamer (US)         | 95 %            |
| PC Games              | A               |
| Русскоязычные издания |                 |
| Издание               | Оценка          |
| «Игромания»           | [ 9 ]           |